# قطعنامه ۱۳۴۸ شورای امنیت
قطعنامه ۱۳۴۸ شورای امنیت سازمان ملل متحد که در تاریخ ۱۹ آوریل ۲۰۰۱ تصویب شد، سندی بین‌المللی دربارهٔ بررسی وضعیت در آنگولا است. این قطعنامه طی نشست ۴۳۱۱ام با ۱۵ رای موافق، ۰ مخالف و ۰ ممتنع تصویب شد.